# Lapara halicarnie
Lapara halicarnie är en fjärilsart som beskrevs av John Kern Strecker 1880. Lapara halicarnie ingår i släktet Lapara och familjen svärmare. Inga underarter finns listade i Catalogue of Life.